# Tight Like This
Clip vidéo
[vidéo] « Louis Armstrong - Tight Like This - (1928) », sur YouTube
Tight Like This (Serré comme ça, en anglais) est un standard de jazz-blues « historique » composé par le jazzman américain Langston Curl, écrit par Louis Armstrong et Clarence Williams, et enregistré pour la première fois par Louis Armstrong et son quintette Savoy Ballroom Five, le 12 décembre 1928 chez Okeh Records à Chicago,. Cette composition est considérée comme un des premiers chef-d'œuvre d'anthologie du jazz Nouvelle-Orléans de sa carrière, où il révèle à l'age de 26 ans (avec West End Blues, de son mentor King Oliver) son génie du jazz avec « sa voix unique » son sens de l'humour artistique, et de l'improvisation musicale à la trompette,,... 

## Histoire
Né à La Nouvelle Orléans où il commence sa carrière en même temps que l'histoire du jazz des années 1920, Armstrong rejoint le big band de Fletcher Henderson à New York en 1925. Il est âgé de 26 ans en 1928, lorsqu'il enregistre cette composition d’anthologie de son répertoire avec son quintet Savoy Ballroom Five, composé de Fred Robinson (en) au trombone, Jimmy Strong (en) et Don Redman à la clarinette, Earl Hines au piano, Mancy Carr (de) au banjo, et Zutty Singleton à la batterie, « Oh c'est serré comme ça, Non ce n'est pas serré comme ça non plus, J'ai dit que c'est serré comme ça, Serré comme ça là, Oh c'est serré comme ça Louis, Non ce n'est pas serré comme ça non plus, Maintenant ça ferme comme ça... » un des premiers grands succès de sa longue carrière internationale de jazzman de légende.